# Конференция порабощённых народов Востока Европы и Азии
Первая конференция порабощённых народов Востока Европы и Азии (укр. Перша Конференція поневолених народів Східної Європи та Азії), 21-22 ноября 1943 — встреча членов Украинской повстанческой армии, представлявших различные народы СССР, проведённая по инициативе руководства УПА — ОУН с целью формирования националистических движений на территории СССР и объединения их усилий в борьбе с «общим врагом» — «русским коммунизмом».

## Предыстория
В 1943 году у руководства УПА — ОУН зарождается идея объединиться в борьбе против общего врага с другими националистическими силами на территории СССР.
В июне 1943 командование УПА обращается к представителям народов Туркестана, Урала, Поволжья и Сибири с призывом вступать в контакты с УПА, переходить с оружием в руках на её сторону и поднимать «общую борьбу с империалистическими хищниками» — Москвой и Берлином, которые «спорят между собой о том, кому из них Вас грабить». По мнению руководства УПА, именно сейчас, когда противоборствующие стороны максимально ослаблены, «наступает период национальных революций», который «народы Европы и Азии должны использовать для изгнания империалистов со своих территорий и восстановления национальных самостоятельных государств».

## Конференция
21—22 ноября 1943 по инициативе ОУН на территории Ровненской области в условиях строжайшей конспирации была проведена так называемая Конференция порабощённых народов Востока Европы и Азии, на которую собрались члены УПА — представители народов, «порабощённых советской империей», — 6 грузин, 6 азербайджанцев, 5 узбеков, 4 армянина, 4 татарина, 2 белоруса, 2 осетина, казах, черкес, кабардинец, чуваш, башкир и 5 украинцев — представителей руководства УПА — ОУН: член Бюро Главного Провода ОУН Ростислав Волошин, член Главного Провода ОУН Яков Бусел, референт пропаганды Емельян Логуш, первый главнокомандующий УПА Дмитрий Клячкивский и деятель ОУН Екатерина Мешко.
Утверждалось, что делегаты представляли революционные организации различных народов СССР и прибыли из-за линии фронта. На самом деле они, за исключением украинцев и белорусов, ранее служили в немецких формированиях, а потом примкнули к УПА. На конференции они проявляли себя крайне неактивно. По показаниям Михаила Степаняка, 70 % делегатов не совсем хорошо говорившие по-русски и совершенно не понимали украинский. При этом один делегат грузин «Гогия»-«Карло»-«Гуриэли» после Конференции был уничтожен Службой Безопасности ОУН якобы за работу на «Советы». Ещё один делегат, «Андраник», глава армянской делегации, с приближением фронта оставил бандеровцев и пошёл служить в РККА. Глава азербайджанской делегации «Чайли»-«Физул», служивший в УПА, позднее перешёл к советским партизанам.
Кроме официальных делегатов на конференцию прибыл также главнокомандующий УПА Роман Шухевич.
Местом проведения конференции стало село Будераж в Мизочском районе Ровенской области, на территории, контролируемой отделами УПА под командованием Петра Олейника («Энея»). В целях обеспечения безопасности участников и особенно высокопоставленных представителей ОУН и УПА была запущена дезинформация о том, что встреча состоится в лесах Житомирщины.
Участники приняли Постановление и Воззвание, в которых, в частности, заявили о необходимости «создания общего комитета народов Восточной Европы и Азии, который будет координировать все национально-революционные силы этих народов, выработает единую линию борьбы с общим врагом, единую тактику борьбы и в соответствующий момент бросит клич к одновременному восстанию всех порабощённых народов».

Сталин и Гитлер, идя к своим империалистическим целям, топят в крови целые народы. Немецкий империализм, который сравнительно легко заполучил первые успехи на всех завоеванных территориях, сразу применил политику открытого национального и социального гнета. Этим настроил против себя многомиллионные массы порабощенных народов… Из гнета гитлеровского преступного империализма целые народы вновь попадут в лапы кровавого российско-большевистского империализма: на занятых территориях вновь начинается массовое уничтожение народов, которое идет по линии невиданного террора НКВД и мобилизации неподготовленных кадров под ураганный огонь немецкого оружия. Но чем ожесточеннее террор сталинского НКВД, тем больше растет недовольство порабощенных российско-большевистским империализмом народов.

Цель империалистической гитлеровской Германии, например — захватить всю Европу и распространить свое влияние на Азию и Африку. Об этом свидетельствуют военные действия немецкой армии и дипломатическая игра немецкой политики. Российский империализм, прикрываясь распространением коммунистических идей, пытается захватить весь мир.

Бойцы Красной армии и дорогие наши братья в окопах! Своей героической борьбой Вы гоните немецких империалистов с родной земли. Но Вы выполняете только половину работы. За нашими плечами на народном горе жирует второй империализм — сталинский. Он такой же враг народов, как и немецкий империализм. Он так же порабощает и эксплуатирует народы, как и немецкий. Поверните свое оружие к нему. Бейте так беспощадно, как бьете сейчас гитлеровскую сволочь.

На конференции был сформирован Комитет порабощённых народов, в чьи функции входило формирование национальных повстанческих армий, объединение и организация национально-политических сил в местах их проживания, а также на земле Украины, куда война их забросила.
Уже после войны идеи, выдвинутые на конференции, нашли своё воплощение и развитие в создании Антибольшевистского блока народов.

## Традиция и современность
Традиции АБН и Конференции порабощённых районов сохраняются в современной Украине. В декабре 2003 года к 60-й годовщине Конференции порабощённых народов в Будераже была проведена научная конференция, установлен памятный знак.
3 декабря 2016 года в Будераже состоялась Научно-практическая конференция «Антибольшевистский блок народов как предпосылка создания единого фронта против кремлёвской агрессии». Участвовали глава администрации Здолбуновского района Сергей Кондрачук, депутаты Верховной Рады Александр Дехтярчук, Олег Медуница, председатель Меджлиса крымскотатарского народа Рефат Чубаров, известные украинские историки, политические активисты из разных стран. Была принята резолюция о защите независимости Украины.
В отличие от конференции 1943 года, на конференции 2016 года в Будераже присутствовали представители России. Ожидалось участие Ольги Курносовой, но она не смогла прибыть. Другие российские активисты не были названы по именам, но объявлялось об их присутствии в зале. В одном из выступлений были упомянуты структуры радикальной российской оппозиции как «продолжающие традиции АБН в России».